# 상원 김씨
상원 김씨(祥原金氏)는 평안남도 중화군 상원면을 본관으로 하는 한국의 성씨이다.
시조 김낙(金洛)은 신라 경순왕의 후손으로, 조선에서 상원군(祥原君)에 봉해졌다.

## 참고 자료
- “상원김씨(祥原金氏)”. 뿌리를 찾아서.[깨진 링크(과거 내용 찾기)]